# Combretum butyrosum
Combretum butyrosum är en tvåhjärtbladig växtart som först beskrevs av Bertol. f., och fick sitt nu gällande namn av Louis René Tulasne. Combretum butyrosum ingår i släktet Combretum och familjen Combretaceae. Inga underarter finns listade i Catalogue of Life.